# Svartediket
Svartediket (Noors voor 'de zwarte dijk') is een kunstmatig meer in de gemeente Bergen in Vestland, Noorwegen. Het maakt deel uit van de belangrijkste drinkwatervoorziening van Bergen en was in 1855 de bron van de eerste moderne waterleiding van het land.
Het ligt in de vallei tussen Ulriken en Fløyen. Wandelpaden die leiden naar Isdalen, Hardbakkedalen en Våkendalen beginnen allemaal vanaf het noordoostelijke uiteinde van Svartediket.
De vroegere naam van Svartediket is Ålrekstadvannet. Deze naam werd aangepast toen er in de 19e eeuw, aan de zuidkant van het meer, een dam werd gebouwd om een reservoir voor het drinkwater te creëren.

## Waterzuiveringsinstallatie
Op 21 augustus 2007 werd de nieuwe waterzuiveringsinstallatie geopend om de kwaliteit van het drinkwater te verbeteren. Met uitzondering van het administratiegebouw bevindt de hele faciliteit zich in Ulriken. De planning van de faciliteit begon in 1999, de bouw ervan in april 2004.
Het water wordt opgevangen op een diepte van 28 meter. In de installatie wordt het water gefilterd en bestraald met UV-licht om op die manier schadelijke micro-organismen te doden. Hierna wordt het drinkwater opgeslagen in een schoonwaterbassin van 15.000 m³, dat het centrum van Bergen van drinkwater voorziet. Ook is het verbonden met de bekken van Fløyen. Zo kan, indien nodig, drinkwater heen en weer worden gepompt tussen verschillende installaties.

## Giardia-uitbraak
In het najaar van 2004 was er een uitbraak van Giardia lamblia in Bergen. Dit was mogelijk te wijten aan een lekkend rioolstelsel rond de drinkwaterbron. De epidemie heeft mogelijk tussen de 4.000 en 6.000 mensen getroffen.

## Galerij

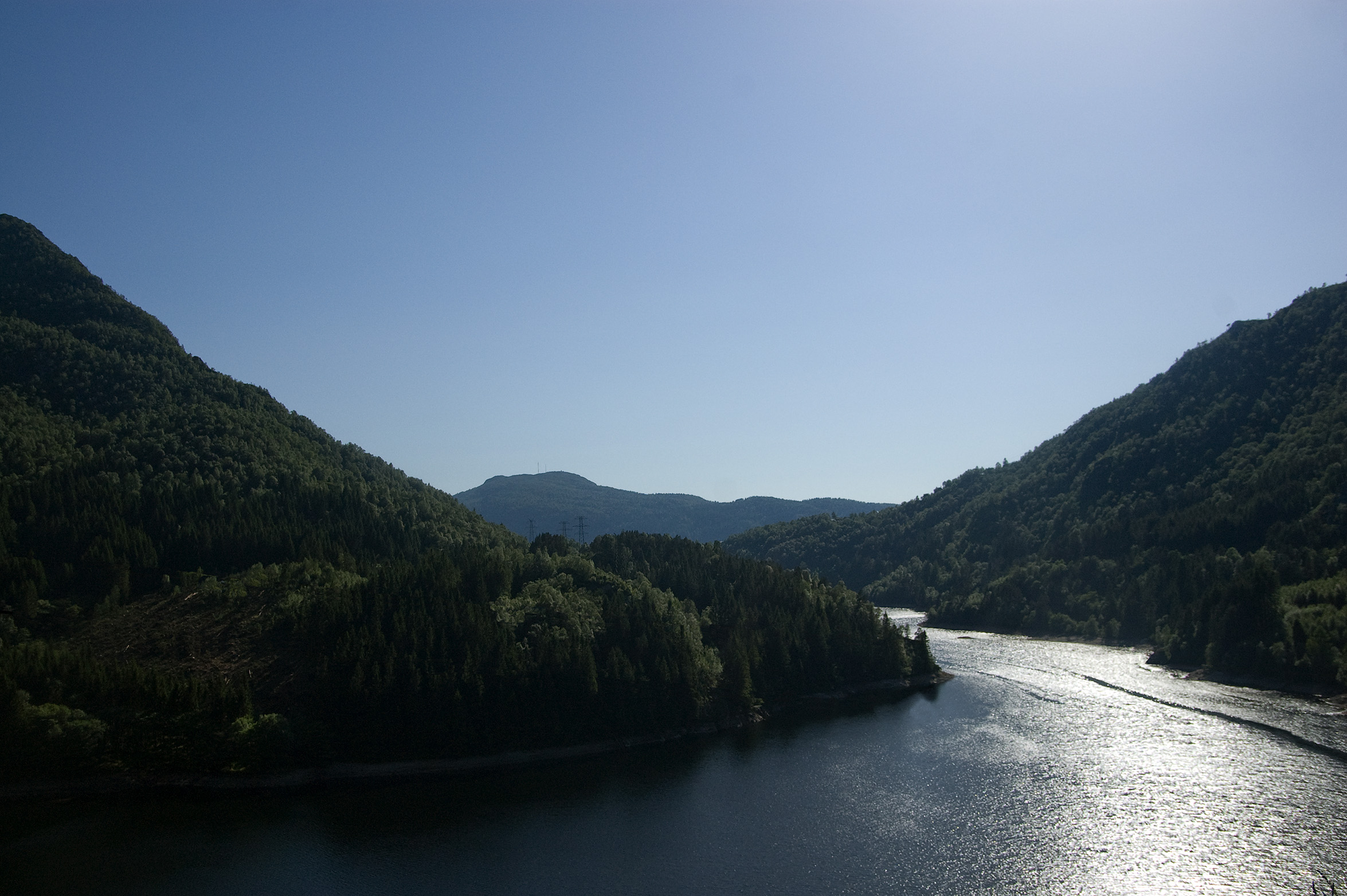
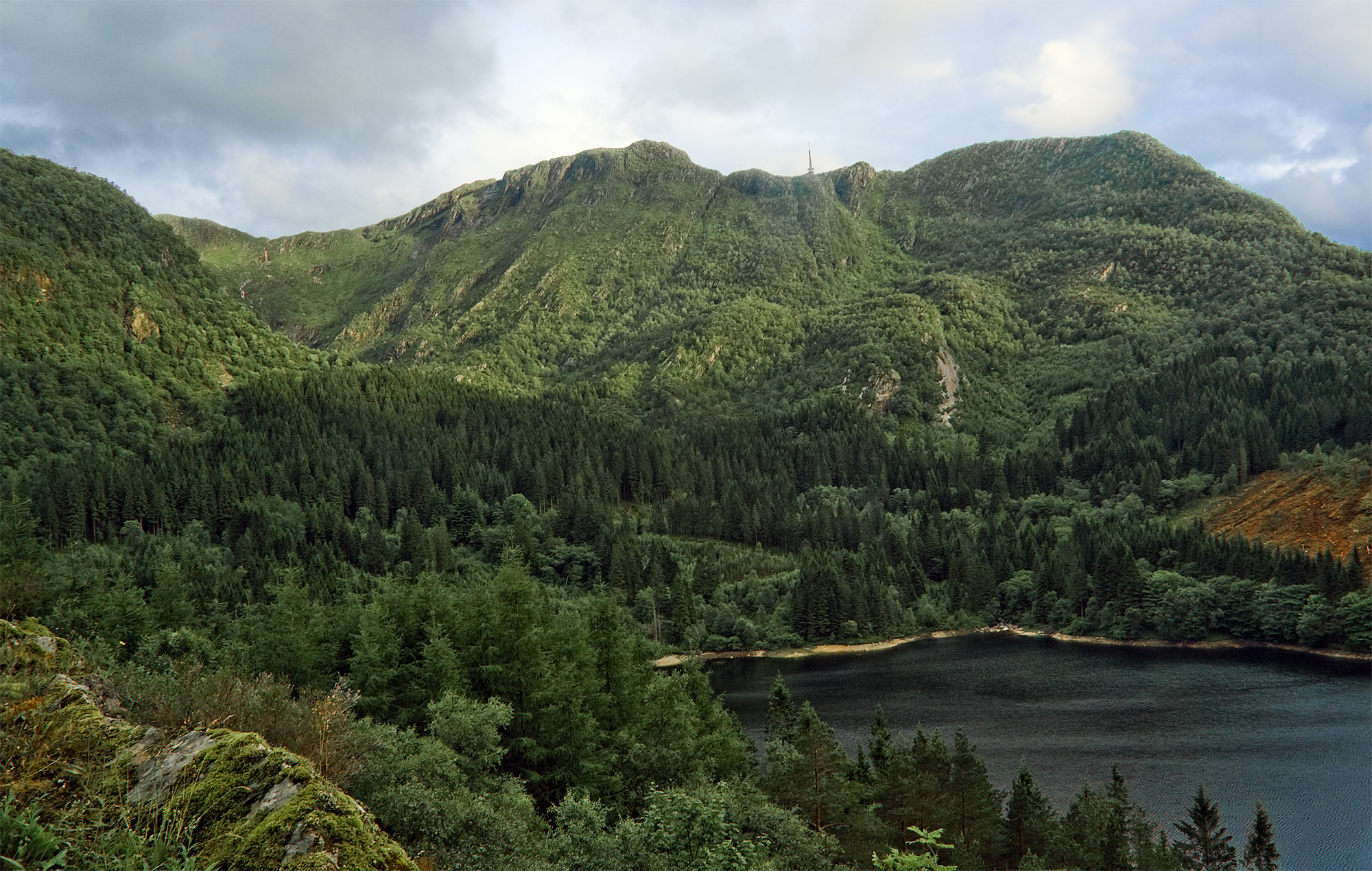